# 什科利亞里
50°8′52″N 23°56′1″E / 50.14778°N 23.93361°E
什科利亞里（烏克蘭語：Школярі），是烏克蘭西部的村莊，隸屬利維夫州的利維夫區。該村面積0.4平方公里，海拔高度216米，2001年人口68，人口密度每平方公里17人。